# 佳能 EOS 60D
佳能 EOS 60D，簡稱：佳能60D，是佳能於2010年8月26日發佈的一部数码单反相机。它配備了一塊1,800萬有效像素的APS-C画幅CMOS、採用iFCL測光系統、並支援Full HD（1080P)錄影。它有部分特色是首見於佳能EOS系列的：
- 首部使用多角度液晶屏幕的EOS單鏡反光相機
- 除一貫的Picture Style可供選擇，還增設了相片特效濾鏡，包括粗微粒黑白照、柔焦、toy camera、微縮效果等
- 內置RAW格式處理，可於機內直接輸出JPEG檔案
- 可以每秒30帧的帧率录制1080P全高清（Full HD）影片，或以每秒60帧的帧率录制720P高清（HD）影片，最长录制时间均为约29分59秒。
- EOS 60D定價約為13萬日圓，已於2010年9月推出市面

## 機型降格之嫌
雖然數字上，60D理應是中高階的半專業級機型50D的後繼機型，然而由於60D機身材料已由50D的鎂合金機身改為工程塑料机身，且性能上除了CMOS外沒多大變化，加之沒有在50D時還有的自動對焦微調功能及減低了連拍速度，使人们认为佳能降低了这款相机的规格以及这款相机的升级缺乏诚意。